# 560e Volksgrenadierdivisie
De 560e Infanteriedivisie / 560e Volksgrenadierdivisie (Duits: 560. Infanterie-Division / 560. Volksgrenadier-Division) was een Duitse infanteriedivisie tijdens de Tweede Wereldoorlog. 

## Geschiedenis
De divisie werd opgericht op 1 augustus 1944 bij Moss in Noorwegen door Wehrkreis X als onderdeel van de 30. Welle. Het personeel kwam van in Noorwegen en Denemarken overtallige troepenonderdelen en Luftwaffe-personeel.

## 560e Infanteriedivisie
In twee fasen, op 10 augustus en op 18 september 1944 werd de divisie bij Moss omgedoopt en omgebouwd in de 560e Volksgrenadierdivisie.

## 560e Volksgrenadierdivisie

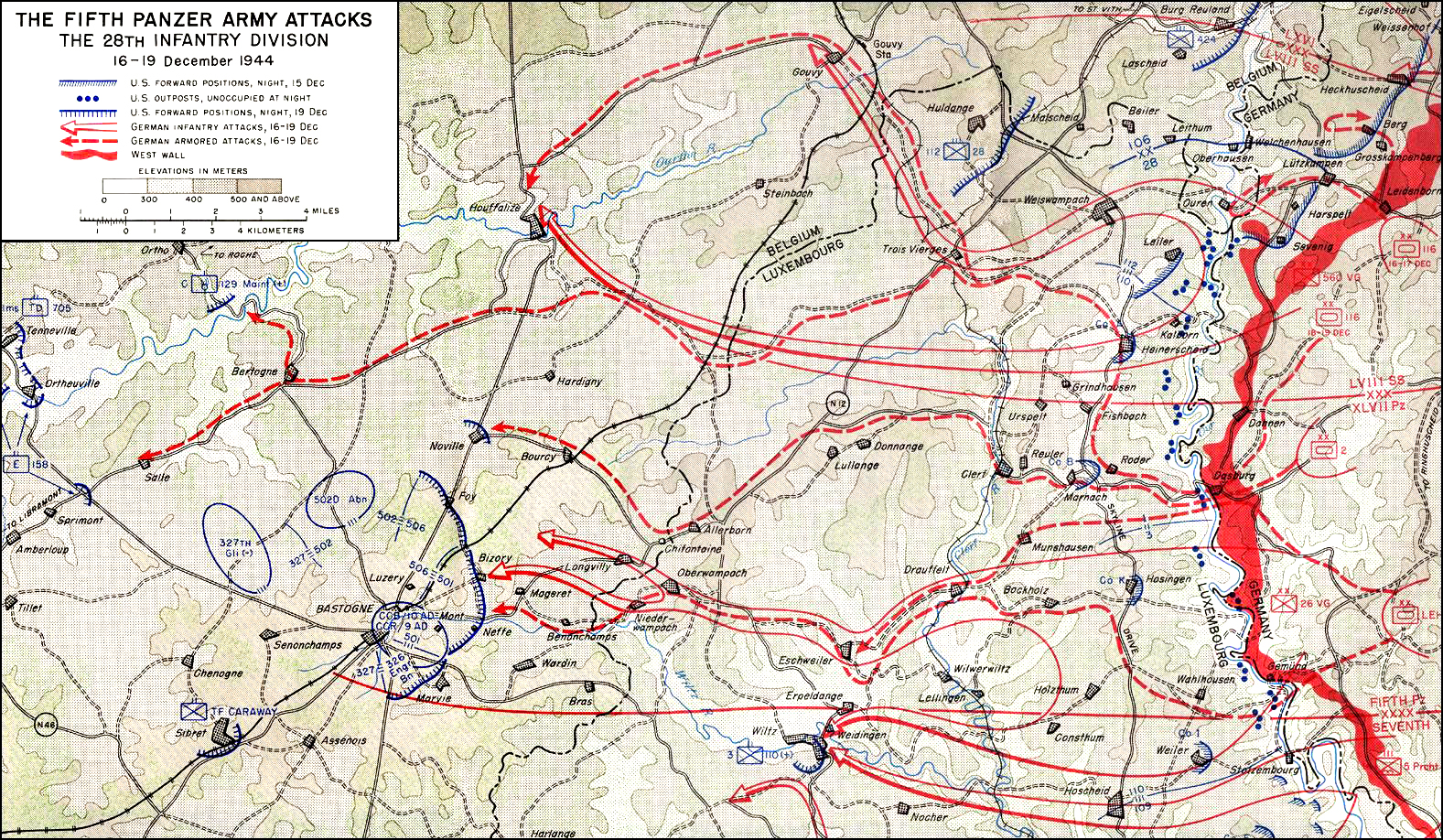
De divisie in de eerste fase van de Slag om de Ardennen

De divisie werd meteen ook op dezelfde stand gebracht als de divisies van de 32. Welle. In oktober en november 1944 werd de divisie eerst overgebracht naar Denemarken en begin december 1944 naar west Duitsland. 
Vanaf 16 december 1944 maakte de divisie deel uit van het Ardennenoffensief, als deel van het 58e Pantserkorps van het 5e Pantserleger. De divisie stak succesvol de Our over, maar dit veroorzaakte al de eerste stevige verliezen. Daarop volgde de divisie in het spoor van de 116e Pantserdivisie richting Houffalize en verder naar Dochamps. Een verdere opmars richting Amonines op 22 december lukte niet meer. Daarna volgden alleen nog (zware) verdedigende gevechten, o.a. eind december bij Hampteau. Begin januari 1945 slaagden de Amerikanen erin de linies te doorbreken en de divisie werd teruggetrokken tot Sankt Vith voor aanvulling van de zwaar uitgedunde regimenten. Eind januari 1945 dreigden de Amerikanen de Our over te steken en de opgefriste divisie werd naar het 7e Leger gedirigeerd, maar die actie werd al snel afgebroken en de divisie werd naar Pronsfeld in de Eifel gebracht voor verdere aanvullingen. Nadat de Amerikanen begin februari in de Eifel begonnen op te rukken, werd de divisie vanaf 20 februari in de zogenaamde Prüm-stelling ingezet. Op 27 februari werd de divisie zowel frontaal als vanuit het noorden aangevallen en moest onder grote verliezen terug naar het gebied rond Meckel. Grenadierregiments 1130 was geheel opgerold op de rechterflank. Aangezien de Amerikanen nog verder doorstootten, werd de divisie teruggenomen achter de Kyll. De divisie bestond nu nog uit een bataljon infanterie en een batterij artillerie. 
Op 6 maart 1945 werden de resten van de 560e Volksgrenadierdivisie ten noorden van Trier samengevoegd met de resten van de 212e en 352e Volksgrenadierdivisies. Daarmee had de 560e Volksgrenadierdivisie opgehouden te bestaan. De staf trok terug naar de Rijn bij Speyer tot eind maart 1945.

## Bovenliggende bevelslagen
| Legerkorps         | Leger            | Legergroep     | Plaats/regio | Begin               | Eind               |
| ------------------ | ---------------- | -------------- | ------------ | ------------------- | ------------------ |
| direct onder bevel | Armee Norwegen   | OKH            | Moss         | 1 augustus 1944     | oktober 1944       |
| direct onder bevel | W.Befh. Dänemark | OKH            | Kolding      | oktober 1944        | november 1944      |
| 58e Pantserkorps   | 5. Panzerarmee   | Heeresgruppe B | Ardennen     | begin december 1944 | eind december 1944 |
| II SS Pantserkorps | 6. Panzerarmee   | Heeresgruppe B | Ardennen     | januari 1945        | eind januari 1945  |
| 80e Legerkorps     | 7. Armee         | Heeresgruppe B | Eifel        | 30 januari 1945     | maart 1945         |

## Commandanten
| Rang                                     | Naam          | Begin            | Eind             |
| ---------------------------------------- | ------------- | ---------------- | ---------------- |
| Generalleutnant                          | Erich Hofmann | 27 juli 1944     | 10 november 1944 |
| Oberst vanaf 1 januari 1945 Generalmajor | Rudolf Bader  | 10 november 1944 | eind maart 1945  |

Oberst Rudolf Langhäuser nam tijdelijk waar voor Rudolf Bader wegens diens ziekte van ? december tot 29 december 1944, dus tijdens het Ardennenoffensief.

## Samenstelling
- Grenadier-Regiment 1128
- Grenadier-Regiment 1129
- Grenadier-Regiment 1130
- Artillerie-Regiment 1560
- Divisie-eenheden 1560, deels ook 560